# James Cronin
James Watson Cronin (Chicago, EUA 1931 - 25 d'agost de 2016) fou un físic i professor universitari estatunidenc guardonat amb el Premi Nobel de Física l'any 1980.

## Biografia
Va néixer el 29 de setembre de 1931 a Chicago, ciutat de l'estat nord-americà d'Illinois. Va estudiar a la Universitat Metodista de Dallas on estudià física, i posteriorment es dedicà a la docència a la Universitat de Chicago.

## Recerca científica
Al costat de Val Logsdon Fitch realitzà diversos experiments al voltant de les reaccions subatòmiques, observant com aquestes sovint no compleixen els principis fonamentals de la simetria. L'any 1964 observaren com amb l'anàlisi de kaons les reaccions fetes en sentit invers no seguien la mateixa trajectòria que la reacció original, el que va mostrar que les interaccions de les partícules subatòmiques no són independents del temps i que rebé el nom de violació CP.
El 1980, al costat de Val Logsdon Fitch, fou guardonat amb el Premi Nobel de Física pels seus descobriments al voltant de la violació dels principis de la simetria en la partícula kaó.